# Claudiu Voiculeț
Claudiu Dorian Voiculeț (* 8. August 1985 in Târgoviște) ist ein rumänischer ehemaliger Fußballspieler.

## Karriere
Die Karriere von Voiculeț begann in seiner Heimatstadt bei Chindia Târgoviște. Dort kam er im Jahr 2003 in den Kader der ersten Mannschaft, die seinerzeit in der zweiten rumänischen Liga, der Divizia B, spielte. Im Sommer 2004 verpflichtete ihn Erstligist Farul Constanța. Nachdem er bei Farul in den ersten Jahren nur als Ergänzungsspieler zum Zuge gekommen war, wurde er im Jahr 2007 zur Stammkraft. Mit seinem Team kämpfte er zumeist gegen den Abstieg, ehe sich dieser in der Saison 2008/09 nicht mehr vermeiden ließ. Er wechselte zu Aufsteiger Internațional Curtea de Argeș, mit dem er die Spielzeit 2009/10 zwar auf dem zwölften Platz abschloss, aber aufgrund des Lizenzentzugs dennoch absteigen musste. Hiervon profitierte Pandurii Târgu Jiu, das Voiculeț nun unter Vertrag nahm. Nachdem er sich mit Pandurii in der Saison 2010/11 den Klassenerhalt gesichert und ein Jahr später im Mittelfeld platziert hatte, feierte er in der Spielzeit 2012/13 seinen größten Erfolg, als er mit seinem Team hinter Steaua Bukarest als Vizemeister einlief und sich für die Europa League qualifizierte.
Im Sommer 2013 wechselte Voiculeț zu Ligakonkurrent CFR Cluj. In der Rückrunde wurde er an Zweitligist ASA Târgu Mureș ausgeliehen, mit dem er den Aufstieg ins Oberhaus schaffte. Anschließend wurde das Leihgeschäft um ein Jahr verlängert. Im Sommer 2015 kehrte er nach Cluj zurück, ehe ihn ASA im Oktober 2015 fest unter Vertrag nahm. Im Sommer 2016 schloss er sich abermals Pandurii Târgu Jiu an. Ende Dezember 2016 löste er seinen Vertrag auf.

## Nationalmannschaft
Voiculeț hat zwar noch kein Länderspiel für die rumänische Nationalmannschaft, stand aber im September 2012 im Aufgebot von Nationaltrainer Victor Pițurcă für zwei WM-Qualifikationsspiele.

## Erfolge
- Rumänischer Vizemeister: 2013
- Aufstieg in die Liga 1: 2014